# Wachuły
Wachuły (ukr. Вахули) – wieś na Ukrainie, w rejonie jaworowskim obwodu lwowskiego.